# Platepistoma anaglyptum
Platepistoma anaglyptum is een krabbensoort uit de familie van de Cancridae. De wetenschappelijke naam van de soort is voor het eerst geldig gepubliceerd in 1922 door Balss.